# Brossard
Brossard is een stad (ville) in de Canadese provincie Québec. Het maakt deel uit van de stedelijke agglomeratie van Longueuil in de regio Montérégie. Het is gelegen aan de zuidkust van de Saint Lawrencerivier, tegenover de stad Montréal. Volgens de Canadese volkstelling van 2011 bedroeg het inwoneraantal van de stad 79.273. Het was daarmee de op vijf na grootste stad in het grootstedelijk gebied van Montréal, de dertiende meest dichtbevolkte stad in Québec en negenenzestigste grootste in Canada.